# Bundesverband der beamteten Tierärzte
Der Bundesverband der beamteten Tierärzte e. V.  (Vereinigung der Tierärztinnen und Tierärzte im öffentlichen Dienst, Abk.: BbT) ist der berufsständische Fachverband der im öffentlichen Dienst (amtstierärztlicher Dienst) tätigen Tierärzte (in das Beamtenverhältnis Berufene und Beschäftigte) in der Bundesrepublik Deutschland. Der Sitz des Verbandes ist Lichtenfels in Oberfranken, er ist unter der Nummer 20363 in das dortige Vereinsregister eingetragen.

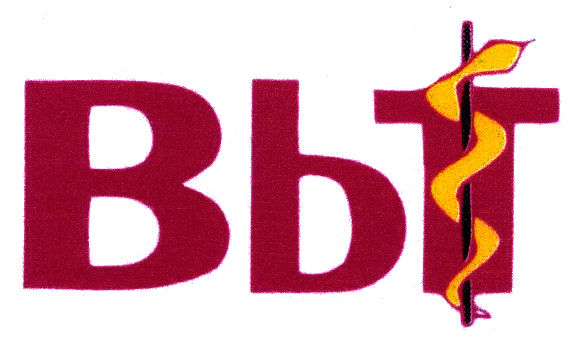
Logo des Bundesverbandes der beamteten Tierärzte

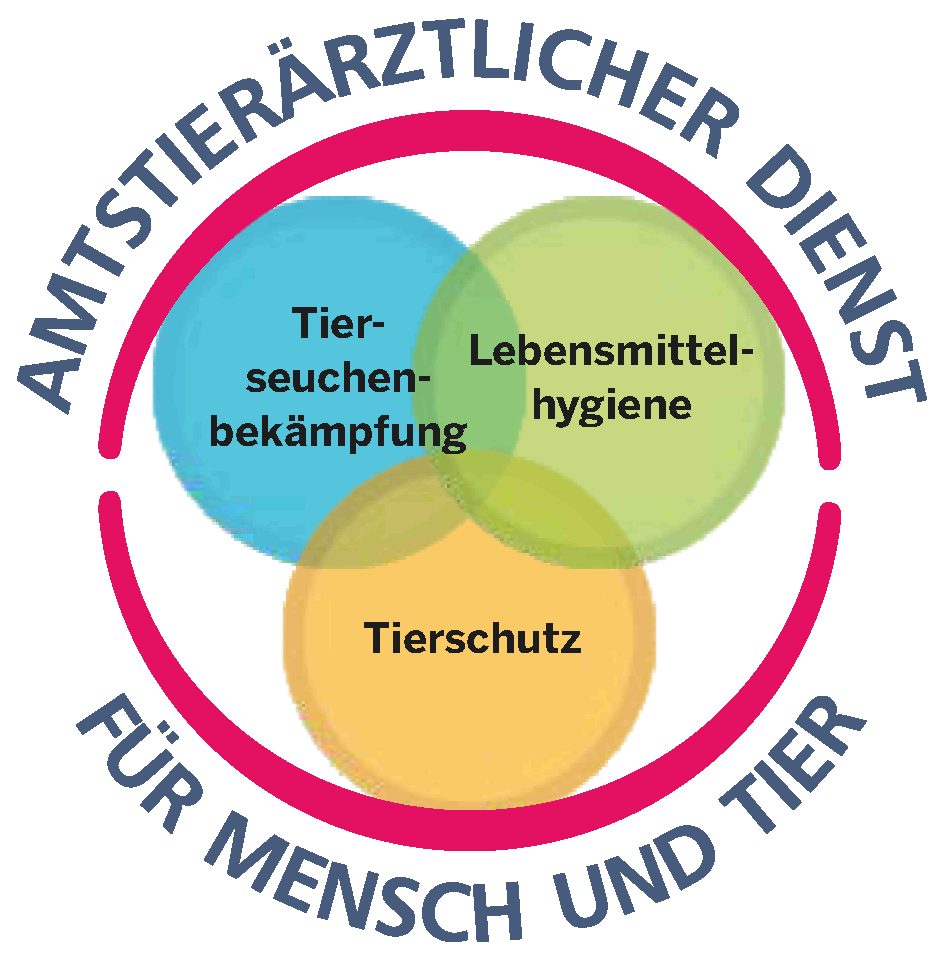
Aufgabenlogo des Bundesverbandes der beamteten Tierärzte

## Geschichte
Am 26. März 1953 wurde in Remagen die Bundesarbeitsgemeinschaft der beamteten Tierärzte gegründet. Am 16. Mai 1973 wurde diese Arbeitsgemeinschaft in Bundesverband der beamteten Tierärzte umbenannt. Die Eintragung in das Vereinsregister beim Amtsgericht Lichtenfels, heute Amtsgericht Coburg, erfolgte am 20. April 1999. Der Bundesverband war seit 1998 Mitglied der Arbeitsgemeinschaft höherer Dienst.

## Verband und Struktur
Ordentliche Mitglieder des Bundesverbandes sind die Landesverbände in den 16 Bundesländern sowie die Gemeinschaft der Sanitätsoffiziere Veterinär der Bundeswehr, über die sich die Tierärztinnen und Tierärzte organisieren können.
Die über 5.500 im amtstierärztlichen Dienst tätigen Tierärztinnen und Tierärzte, u. a. in Ministerien, Regierungspräsidien, Veterinärämtern, Universitäten, Instituten, Untersuchungseinrichtungen und Tiergesundheitsdiensten erfüllen die Aufgaben des gesundheitlichen Verbraucherschutzes. Dazu zählen der Schutz des Menschen vor Gesundheitsgefährdungen sowie vor Irreführung und Täuschung durch Lebensmittel und Erzeugnisse tierischer Herkunft, die Erhaltung und Verbesserung der Güte von Lebensmitteln tierischer Herkunft, der Schutz des Lebens und Wohlbefindens der Tiere sowie Verhütung von Leiden, die Erhaltung und Entwicklung eines leistungsfähigen und frei handelbaren Tierbestandes (die Veterinärverwaltung ist damit ein wichtiger Standortfaktor der Land- und Ernährungswirtschaft), die Verhütung und Bekämpfung von Tierseuchen, die eine Gefahr für die Tierbestände darstellen (z. B. Schweinepest, Maul- und Klauenseuche) oder auf Menschen übertragen werden können (z. B. EHEC, Salmonellose, Tollwut), der Schutz der Umwelt vor schädlichen Einflüssen, die von Tieren sowie tierischen Erzeugnissen und Abfällen ausgehen können und die Fachinformation der Verbraucher.

## Vorstand
Der Präsident ist Holger Vogel, er wird von fünf Vizepräsidenten in seiner Arbeit unterstützt.
Die Vorsitzenden der 16 Landesverbände bilden den erweiterten Vorstand. Dem erweiterten Vorstand sind angegliedert ein Internetbeauftragter sowie eine Arbeitsgruppe Mediale Präsentation.

## Verbandsaufgaben
Die Hauptaufgaben sind die Vertretung der berufspolitischen Belange der Tierärztinnen und Tierärzte im öffentlichen Dienst gegenüber Gesetzgeber, Behörden, Arbeitgebern, Verbänden und der Öffentlichkeit, die Förderung der Zusammenarbeit zwischen den Landesverbänden und Berufsorganisationen mit gleicher oder ähnlicher Aufgabenstellung im In- und Ausland, die Pflege und Vertiefung des berufsständischen Handelns und der Kollegialität, der Austausch neuer wissenschaftlicher Erkenntnisse und praktischer Erfahrungen im Rahmen von Seminaren, Kongressen und Studienfahrten, sowie die Beratung der Recht setzenden Körperschaften des Bundes und der Länder sowie von Behörden, Organisationen und privaten Institutionen in allen fachlichen und beruflichen Fragen.

## Verbandsarbeit
Der BbT führt jährlich einen Internationalen Veterinärkongress in Bad Staffelstein, ein daran anschließendes Seminar zu Problemen des internationalen Tier- und Warenverkehrs sowie Tagesseminare zu alternierenden Schwerpunktthemen zusammen mit dem Zentrum für Veterinary Public Health der Universität Leipzig durch.
Der BbT ist Mitglied der European Association of State Veterinary Officers (EASVO), einer Gruppe innerhalb der Federation of Veterinarians of Europe (FVE) sowie Beobachterorganisation in der Bundestierärztekammer.
Der BbT gibt mit dem Alphaverlag die Fachzeitschrift „Amtstierärztlicher Dienst und Lebensmittelkontrolle“ (ISSN 0945-3296) heraus.